# Luoyang Oude Graven Museum

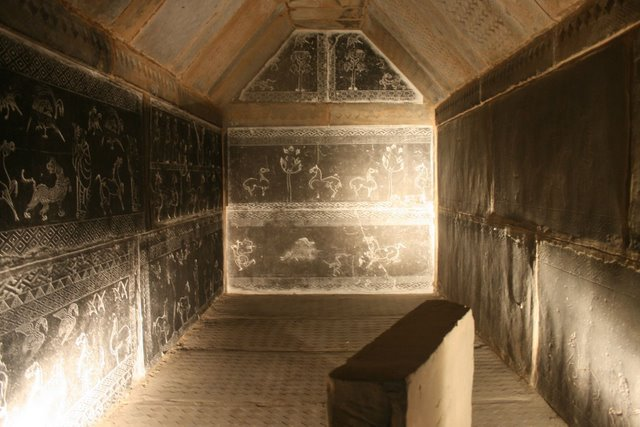
Oostelijke Han-dynastie tombe in het museum

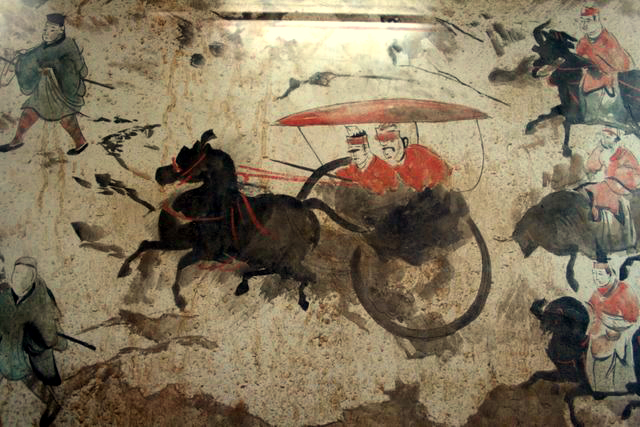
Fresco uit de Oostelijke Han-dynastie in het museum

Luoyang Oude Graven Museum (Chinees: 洛阳古墓博物馆, Luòyáng gǔ mù bówùguǎn) is een museum dat Chinese oude graven herbergt, dit museum is gelegen in Luoyang in de provincie Henan in China .
Het museum werd in 1984 opgericht en in 1987 voor het publiek geopend. Het is gelegen op de Mang berg (邙山; pinyin: Mangshan), aan de oostkant van het dorp Zhongtou, ongeveer 10 km ten noorden van de stad Luoyang. Het terrein beslaat 3 hectare. Mangshan, waar het museum zich bevindt, is een heuvel op ongeveer 300 meter boven de zeespiegel die van oudsher een begraafplaats was.

## Exposities
Het museum bestaat uit twee delen: een ondergronds en een bovengronds deel. Het bovengrondse deel bevat een poort in Han-stijl en bestaat uit verschillende zalen. Graf-modellen uit het stenen tijdperk tot de Han-dynastie, gerestaureerde graf-voorwerpen en begrafenisrituelen worden tentoongesteld in de oostelijke hal.
Het ondergrondse gedeelte bevat een groep van graven welke ongeveer 7 meter onder de grond ligt en 22 graven uit de provincie Henan bevat. Het is verdeeld in drie zalen: de zaal van de Wei- en Jin- dynastieën, de zaal van de Westelijke Han- en Oostelijke Han-dynastieën en de zaal van de Tang- en Song-dynastieën.
Het graf van keizer Xuanwu van Noord-Wei (483-515) maakt deel uit van het museum. Luoyang was de hoofdstad van de Noordelijke Wei-dynastie van 493 tot 534.